# あなたは車を盗まない
「あなたは車を盗まない」（You Wouldn't Steal a Car）は、2000年代の著作権侵害対策キャンペーンPiracy. It's a crime.（海賊版。それは犯罪。）の一環として行われた公共広告における、最初のフレーズである。

## 概要
これは、2004年7月にイギリスの著作権盗難防止連盟(FACT)とアメリカ映画協会(MPAA)がシンガポール知的財産局と協力して作成したもので、2004年から2007年までにアメリカ合衆国の国内外で販売された多くの市販DVDに、本編が始まる前に収録されていた。MPAAが制作していたにもかかわらず、この公共広告をDVDに収録していたのは、アメリカではパラマウント、20世紀フォックス、メトロ・ゴールドウィン・メイヤー、タッチストーン・ピクチャーズ、ミラマックスだけだった。
この公共広告では、様々なもの（自動車、ハンドバック、テレビ受像機、映画のDVD）を盗んでゆく人物の映像とともに「あなたは○○を盗まない」というメッセージが流れたあと、映画を違法ダウンロードする人物の映像とともに「映画の海賊版のダウンロードは窃盗だ」「窃盗は法に反する」というメッセージが流れる。

## 著作権侵害
この広告で使用されている音楽が無断使用だという報道があった。ある情報源によれば、これは2006年に行われた別の海賊版対策広告との混同であるという。
この広告で使用された「身代金要求書」風の特徴的なフォントは、オランダのフォントデザイナー、ユスト・ファン・ロッスム（グイド・ヴァンロッサムの弟）がデザインした"FF Confidential"である。しかし、この広告で使用されたものは、適切なライセンスを受けていていないコピーだった可能性が指摘されている。2025年4月、Sky Newsは、この広告のPDFファイルからフォントを抽出し、使用されたフォントが正規の"FF Confidential"ではなく、広く流通している海賊版の"Xband-Rough"であることを確認した。ヴァンロッサムは、"Xband-Rough"の存在は知っていたが、海賊版対策の広告で海賊版フォントが使われていたことを知り、「とても笑える」(hilarious)と述べた。Sky Newsによれば、海賊版フォントの使用が故意によるものだったという証拠はないという。著作権盗難防止連盟は、広告の作成に関わった人物は、既に全員組織を離れているとコメントした。

## 大衆文化において
この広告やこのフレーズは、インターネット・ミームとしてよくパロディ化されている。たとえば"You wouldn't download a car"（あなたは車をダウンロードしない）などである。
『The IT Crowd』のエピソード"Moss and the German"（日本語版では「英国式分煙術」）では、冒頭でこの広告をパロディ化している。
欧州緑グループ・欧州自由連盟は、メディア業界や政府の既存の著作権法に関する見解に反対し、知的財産についての代替の見解を啓蒙するために、この映像の独自のバージョンを公開した。
オーストラリアの映像制作会社ジュース・メディアが2017年1月のオーストラリアデーに向けて制作したこの映像のパロディ動画は、物議を醸した。この動画は、オーストラリアデーが記念する、オーストラリアへの最初の植民船団の到達を、歴史上の様々な悪名高い出来事と対比したものである。描かれた出来事は、ナチスの「最終的解決」、広島への原爆投下、アメリカ同時多発テロなどである。